# Karl Kaufmann
Karl Kaufmann (1843, Neplachovice, Rakouské Slezsko – 27. dubna 1905, Vídeň) byl rakouský malíř krajin a městských architektur.

## Život

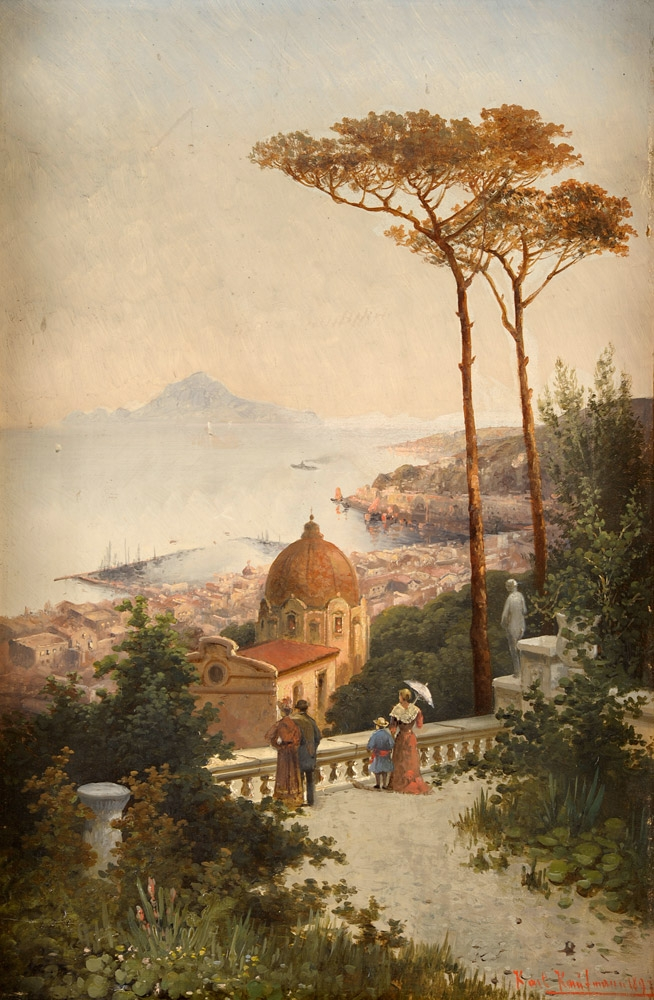
Pohled na Capri 1901

Karel Kaufmann byl žákem Vídeňské akademie. Jeho hojné studijní cesty ho vedly do Norska, Nizozemí, Německa, Itálie. Pravděpodobně se dostal až do tehdejší Konstantinopole, dnešního Istanbulu. Od roku 1900 se natrvalo usídlil ve Vídni.

## Dílo
Karel Kaufmann byl velmi plodným malířem, který na svých cestách namaloval velké množství krajin a městských architektur. Jeho pohledy na města jako Benátky, Řím a Istanbul jsou dnes sběrateli velmi vyhledávány. Kaufmannovi architektury a krajiny jsou zastoupeny v mnoha soukromích sbírkách na celém světě. Některé obrazy byly prodány za značné ceny.

## Pseudonymy

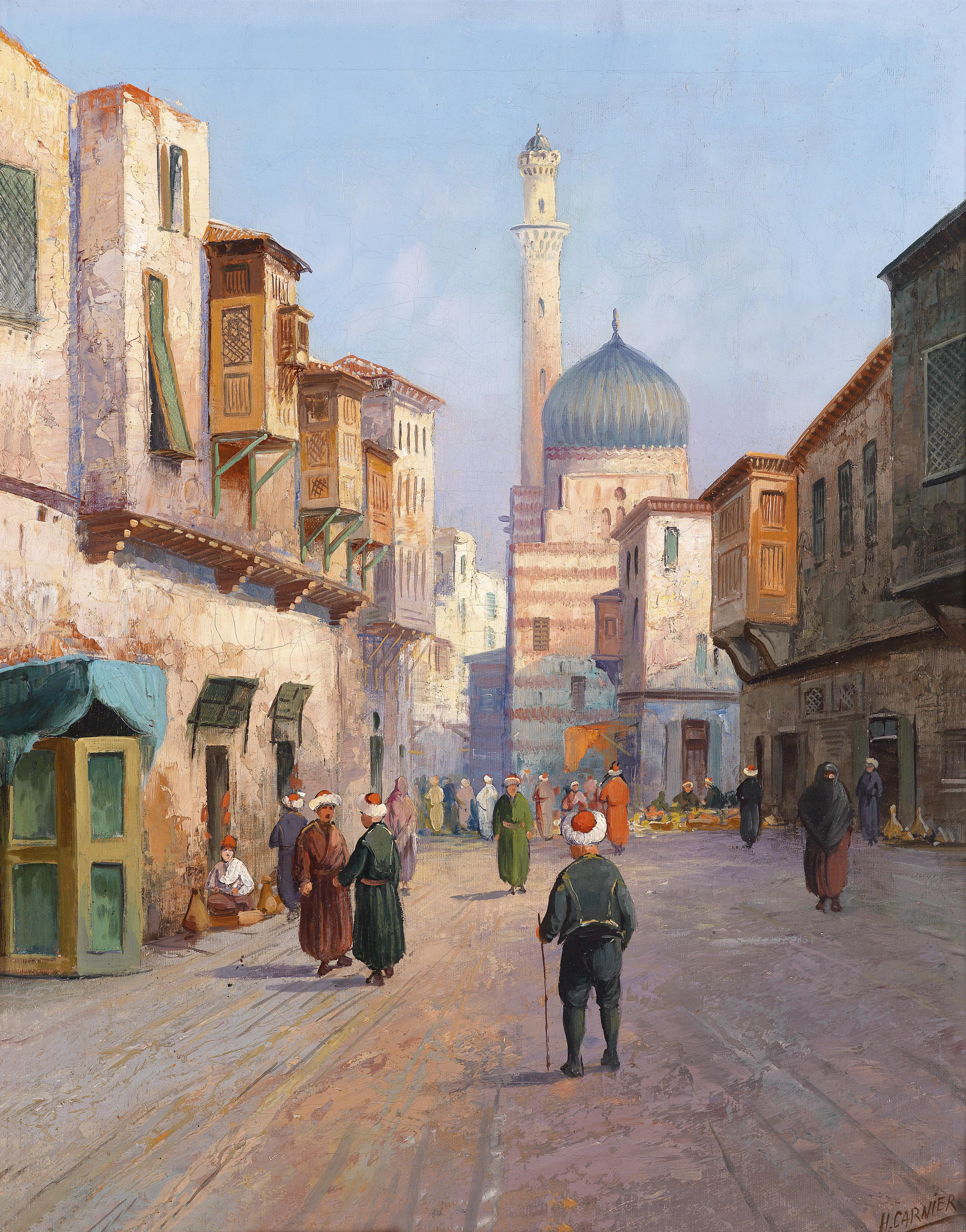
Ulice v Orientu

Karl Kaufmann signoval svoje díla mnohdy různými pseudonymy, často se s pseudonymy měnil i styl malby. Některé pseudonymy používal výhradně pro specifické náměty, například severské fjordy signoval často J. Holmstedt, J. Rollin. Ne všechny pseudomymy jsou známy.
Známé pseudonymy:
- R. Benda,
- Byon,
- H. Carnier,
- W. Carnier,
- F. Gilbert,
- O. Halm,
- C.Charpentier,
- J. Holmstedt,
- Charles Marchand,
- R. Merkner,
- B. Lambert,
- E. Leutner,
- M. Heger,
- Hobart,
- L. van Howe/van Hove,
- B. van Howe
- R. Jäger,
- Laarsen,
- Lundberg,
- F. Marchant,
- J. Marchant,
- C. Poul,
- A.Lorenzo,
- F. Rodek,
- J. Rollin,
- Taupiac,
- P. Toretti,
- Th. Walter
- L. Voigt,
- H. Sluckart
- M.Sluckard
- K. Schwartz.